# 川山坪站
川山坪站是一个京广线上的铁路车站，位于湖南省岳阳市汨罗市川山坪镇，建于1937年，目前为四等站，邮政编码为414405。现已不办理客运业务；货运办理整车货物发到。